# Indianapolis 500 2003

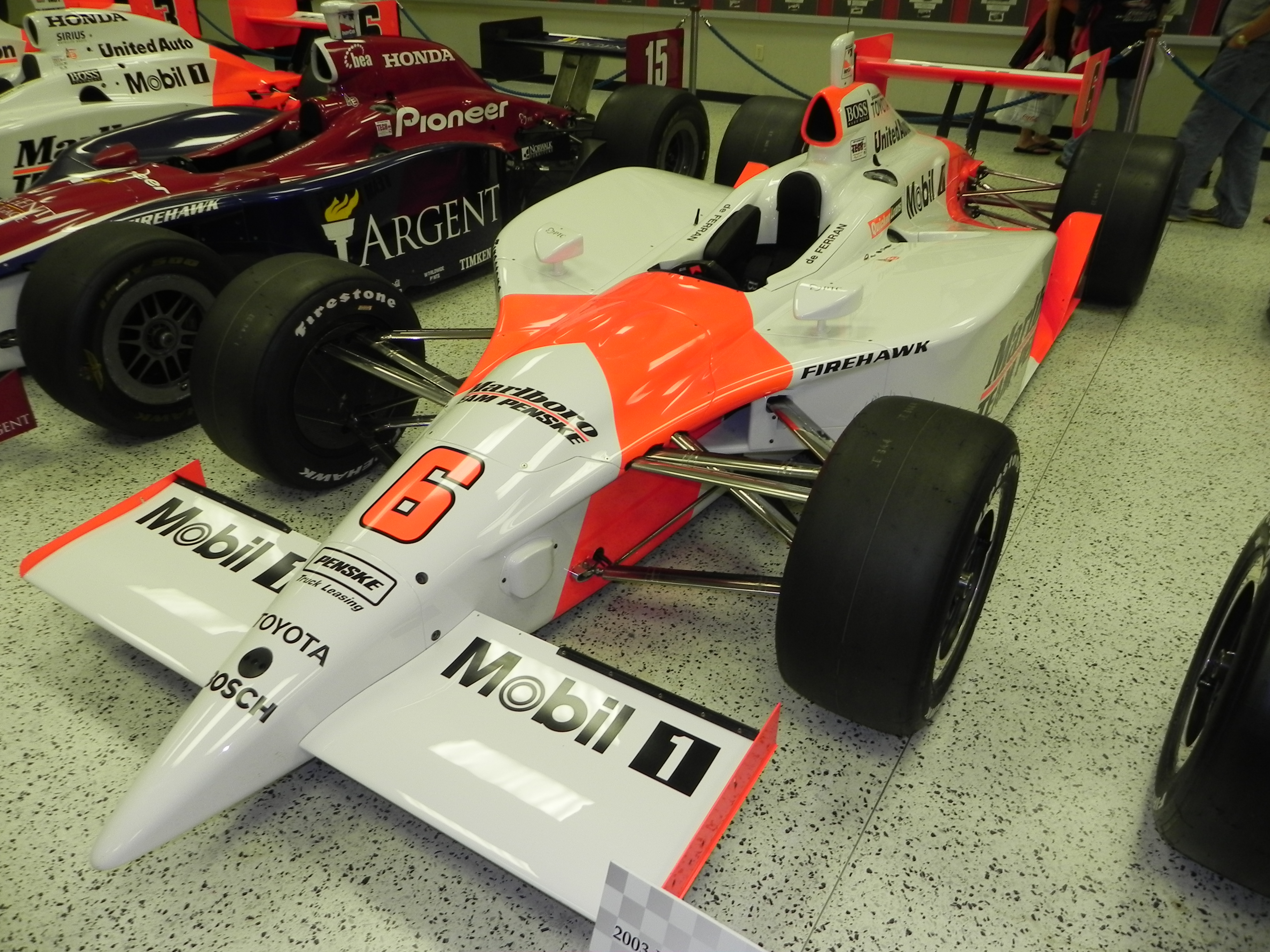
Das Siegerauto von Gil de Ferran

Das 87. Indianapolis 500 (offiziell 87th Running of the Indianapolis 500) auf dem Indianapolis Motor Speedway fand am 25. Mai 2003 statt und ging über eine Distanz von 200 Runden à 4,023 km, was einer Gesamtdistanz von 804,672 km entspricht.

## Bericht
Rennstreckenbesitzerin Mari Hulman George gab um 10:47 Uhr (LT) den Befehl, die Motoren zu starten, alle 33 Autos setzten sich in Bewegung. Polesitter Hélio Castroneves übernahm beim Start die Führung und führte die ersten 16 Runden das Feld an. Die erste Gelbphase gab es in der neunten Runde, als Billy Boat in Kurve zwei langsam wurde. Nach dem Restart in Runde 15 drehte sich Sarah Fisher in Kurve drei und prallte gegen die Außenmauer. Nach der ersten Boxenstopp-Serie übernahm Scott Dixon in Runde 17 die Führung. Michael Andretti führte in der ersten Hälfte des Rennens 28 Runden, bei einem Boxenstopp in der 98. Runde musste er aufgeben wegen eines gebrochenen Gaszugs. In Runde 61 geriet Richie Hearn in Kurve zwei ins Schleudern und er prallte gegen die Mauer. Jaques Lazier drehte sich beim Versuch Hearn auszuweichen, er kam auf der Innenseite der Strecke zum Stillstand. Die Führung wechselte in der ersten Rennhalbzeit mehrmals, wobei sich Tomas Scheckter, Tony Kanaan und Jimmy Vasser immer wieder an der Spitze abwechselten. Castroneves und Gil de Ferran fuhren meist in den ersten fünf Rängen mit. Scheckter führte in den Runden 101 bis 128 das Feld an, dicht gefolgt von Castroneves. In der 127. Runde verunfallte Airton Daré in Kurve 2, was eine Gelbphase auslöste. Die Führenden nutzten diese Gelbphase aus und legten ihre Boxenstopps ein. Castroneves kam vor Scheckter aus der Boxstrasse und übernahm die Führung, dahinter De Ferran. Beim Neustart in Runde 135 überholte De Ferran Scheckter. In der 150. Runde lagen die Penske-Teamkollegen Castroneves und De Ferran weiterhin auf den Rängen eins und zwei. Die letzten Boxenstopps absolvierten die Führenden zwischen den Runden 165 und 168. In der 169. Runde kam der Führende Castroneves, auf der Gegengerade, nicht gleich an dem zu überrundeten A. J. Foyt IV vorbei. De Ferran überholte in Kurve drei Castroneves und übernahm die Führung. In Runde 172 blieb Robby Gordon mit einem Getriebeschaden auf der Strecke stehen, Gelb kam heraus. Der Restart erfolgte 25 Runden vor Schluss und De Ferran blieb an der Spitze vor Castroneves. In der 182. Runde streifte Scott Sharp die Mauer und verunfallte. Nach den Aufräumarbeiten war ab der 186. Runde wieder Grün. Eine Runde später drehte sich Dan Wheldon, dabei prallte er heftig gegen die Außenmauer, überschlug sich und landete kopfüber auf der Strecke. Glücklicherweise blieb Wheldon unverletzt. Während der Gelbphase wollte Dixon die Reifen auf Temperatur halten. Auf der Start- und Zielgeraden übertrieb er es mit den schnellen Lenkbewegungen und prallte an die Innenmauer. Das Auto wurde derart stark beschädigt, dass an eine Weiterfahrt nicht zu denken war. Sechs Runden vor Schluss wurde das Rennen wieder freigegeben. Mit einem minimalen Vorsprung von 0,229 Sekunden gewann De Ferran das Indy 500 vor seinen brasilianischen Landsleuten Castroneves und Kanaan.

## Startaufstellung
| Reihe | Nr. | Innen             | Nr. | Mitte          | Nr. | Außen            |
| ----- | --- | ----------------- | --- | -------------- | --- | ---------------- |
| 1     | 3   | Hélio Castroneves | 11  | Tony Kanaan    | 27  | Robby Gordon     |
| 2     | 9   | Scott Dixon       | 26  | Dan Wheldon    | 15  | Kenny Bräck      |
| 3     | 12  | Toranosuke Takagi | 32  | Tony Renna     | 8   | Scott Sharp      |
| 4     | 6   | Gil de Ferran     | 55  | Roger Yasukawa | 10  | Tomas Scheckter  |
| 5     | 7   | Michael Andretti  | 13  | Greg Ray       | 54  | Shinji Nakano    |
| 6     | 21  | Felipe Giaffone   | 31  | Al Unser Jr.   | 4   | Sam Hornish Jr.  |
| 7     | 52  | Buddy Rice        | 2   | Jaques Lazier  | 91  | Buddy Lazier     |
| 8     | 24  | Robbie Buhl       | 14  | A. J. Foyt IV  | 23  | Sarah Fisher     |
| 9     | 20  | Alex Barron       | 22  | Vítor Meira    | 19  | Jimmy Vasser     |
| 10    | 99  | Richie Hearn      | 98  | Billy Boat     | 5   | Shigeaki Hattori |
| 11    | 44  | Robby McGehee     | 18  | Jimmy Kite     | 41  | Airton Daré      |

## Klassifikationen

### Endergebnis
| Pos. | Nr. | Fahrer                | Team                         | Chassis | Motor     | Runden               | Führungsrunden | Ø mph Quali | Start |
| ---- | --- | --------------------- | ---------------------------- | ------- | --------- | -------------------- | -------------- | ----------- | ----- |
| 1    | 6   | Gil de Ferran         | Team Penske                  | Panoz   | Toyota    | 200                  | 31             | 228.633     | 10    |
| 2    | 3   | Hélio Castroneves (W) | Team Penske                  | Dallara | Toyota    | 200                  | 58             | 231.725     | 1     |
| 3    | 11  | Tony Kanaan           | Andretti Green Racing        | Dallara | Honda     | 200                  | 2              | 231.006     | 2     |
| 4    | 10  | Tomas Scheckter       | Chip Ganassi Racing          | Panoz   | Toyota    | 200                  | 63             | 227.768     | 12    |
| 5    | 12  | Toranosuke Takagi (R) | Mo Nunn Racing               | Panoz   | Toyota    | 200                  | 2              | 229.358     | 7     |
| 6    | 20  | Alex Barron           | Mo Nunn Racing               | Panoz   | Toyota    | 200                  |                | 227.274     | 15    |
| 7    | 32  | Tony Renna (R)        | Kelley Racing                | Dallara | Toyota    | 200                  |                | 228.765     | 8     |
| 8    | 13  | Greg Ray              | Access Motorsports           | Panoz   | Honda     | 200                  |                | 227.288     | 14    |
| 9    | 31  | Al Unser Jr. (W)      | Kelley Racing                | Dallara | Toyota    | 200                  |                | 226.285     | 20    |
| 10   | 55  | Roger Yasukawa (R)    | Super Aguri Fernandez Racing | Dallara | Honda     | 199                  |                | 228.577     | 11    |
| 11   | 52  | Buddy Rice (R)        | Team Cheever                 | Dallara | Chevrolet | 199                  |                | 226.213     | 22    |
| 12   | 22  | Vítor Meira (R)       | Team Menard                  | Dallara | Chevrolet | 199                  |                | 227.158     | 18    |
| 13   | 18  | Jimmy Kite            | PDM Racing                   | Dallara | Chevrolet | 197                  |                | 224.195     | 30    |
| 14   | 54  | Shinji Nakano (R)     | Beck Motorsports             | Dallara | Honda     | 196                  |                | 227.222     | 16    |
| 15   | 4   | Sam Hornish Jr.       | Panther Racing               | Dallara | Chevrolet | Motor (195)          |                | 226.225     | 21    |
| 16   | 15  | Kenny Bräck (W)       | Team Rahal                   | Dallara | Honda     | 195                  |                | 229.509     | 6     |
| 17   | 9   | Scott Dixon (R)       | Chip Ganassi Racing          | Panoz   | Toyota    | Unfall (191)         | 15             | 230.099     | 4     |
| 18   | 14  | A. J. Foyt IV (R)     | A. J. Foyt Enterprises       | Dallara | Toyota    | 189                  |                | 224.177     | 31    |
| 19   | 26  | Dan Wheldon (R)       | Andretti Green Racing        | Dallara | Honda     | Unfall (186)         |                | 229.958     | 5     |
| 20   | 8   | Scott Sharp           | Kelley Racing                | Dallara | Toyota    | Unfall (181)         |                | 228.756     | 9     |
| 21   | 91  | Buddy Lazier (W)      | Hemelgarn Racing             | Dallara | Chevrolet | Motor (171)          |                | 224.910     | 26    |
| 22   | 27  | Robby Gordon          | Andretti Green Racing        | Dallara | Honda     | Getriebe (169)       |                | 230.205     | 3     |
| 23   | 24  | Robbie Buhl           | Dreyer & Reinbold Racing     | Dallara | Chevrolet | Motor (147)          |                | 224.369     | 29    |
| 24   | 41  | Airton Daré           | A. J. Foyt Enterprises       | Panoz   | Toyota    | Unfall (125)         |                | 223.609     | 33    |
| 25   | 44  | Robby McGehee         | Panther Racing               | Dallara | Chevrolet | Lenkung (125)        |                | 224.493     | 28    |
| 26   | 19  | Jimmy Vasser          | Team Rahal                   | Dallara | Honda     | Getriebe (102)       | 1              | 226.872     | 19    |
| 27   | 7   | Michael Andretti      | Andretti Green Racing        | Dallara | Honda     | Gaszug (94)          | 28             | 227.739     | 13    |
| 28   | 99  | Richie Hearn          | Sam Schmidt Motorsports      | Panoz   | Toyota    | Unfall (61)          |                | 225.864     | 24    |
| 29   | 2   | Jaques Lazier         | Team Menard                  | Dallara | Chevrolet | Unfall (61)          |                | 225.975     | 23    |
| 30   | 5   | Shigeaki Hattori      | A. J. Foyt Enterprises       | Dallara | Toyota    | Kraftstoffpumpe (19) |                | 224.589     | 27    |
| 31   | 23  | Sarah Fisher          | Dreyer & Reinbold Racing     | Dallara | Chevrolet | Motor (14)           |                | 224.170     | 32    |
| 32   | 98  | Billy Boat            | Panther Racing               | Dallara | Chevrolet | Motor (7)            |                | 225.598     | 25    |
| 33   | 21  | Felipe Giaffone       | Mo Nunn Racing               | Panoz   | Toyota    | Elektrik (6)         |                | 227.210     | 17    |

(R)=Rookie / (W)=früherer Gewinner / Reifen: alle mit Firestone / Gelbphasen: 9 für 49 Runden

## Führungsrunden
| Fahrer            | Team                  | Anzahl |
| ----------------- | --------------------- | ------ |
| Tomas Scheckter   | Chip Ganassi Racing   | 63     |
| Hélio Castroneves | Team Penske           | 58     |
| Gil de Ferran     | Team Penske           | 31     |
| Michael Andretti  | Andretti Green Racing | 28     |
| Scott Dixon       | Chip Ganassi Racing   | 15     |
| Tony Kanaan       | Andretti Green Racing | 2      |
| Toranosuke Takagi | Mo Nunn Racing        | 2      |
| Jimmy Vasser      | Team Rahal            | 1      |